# Olympische Winterspiele 1988/Eisschnelllauf
Bei den XV. Olympischen Winterspielen 1988 in Calgary in Kanada fanden zehn Wettbewerbe im Eisschnelllauf statt. Austragungsort war das Olympic Oval. Erstmals auf dem Programm stand der 5000-Meter-Lauf der Frauen.
Bei den Männern war Tomas Gustafson der erfolgreichste Läufer. Er startete über die beiden Langstrecken und errang jeweils Gold. Bei den Frauen konnte die Niederländerin Yvonne van Gennip über 1500, 3000 und 5000 Meter dreimal Gold erringen, trotz der großen DDR-Dominanz (zehn von fünfzehn Medaillen). Sie war damit neben dem Skispringer Matti Nykänen die erfolgreichste Teilnehmerin von Calgary. Norwegen blieb erstmals bei den seit 1924 ausgetragenen Winterspielen im Eisschnelllauf medaillenlos.

## Bilanz

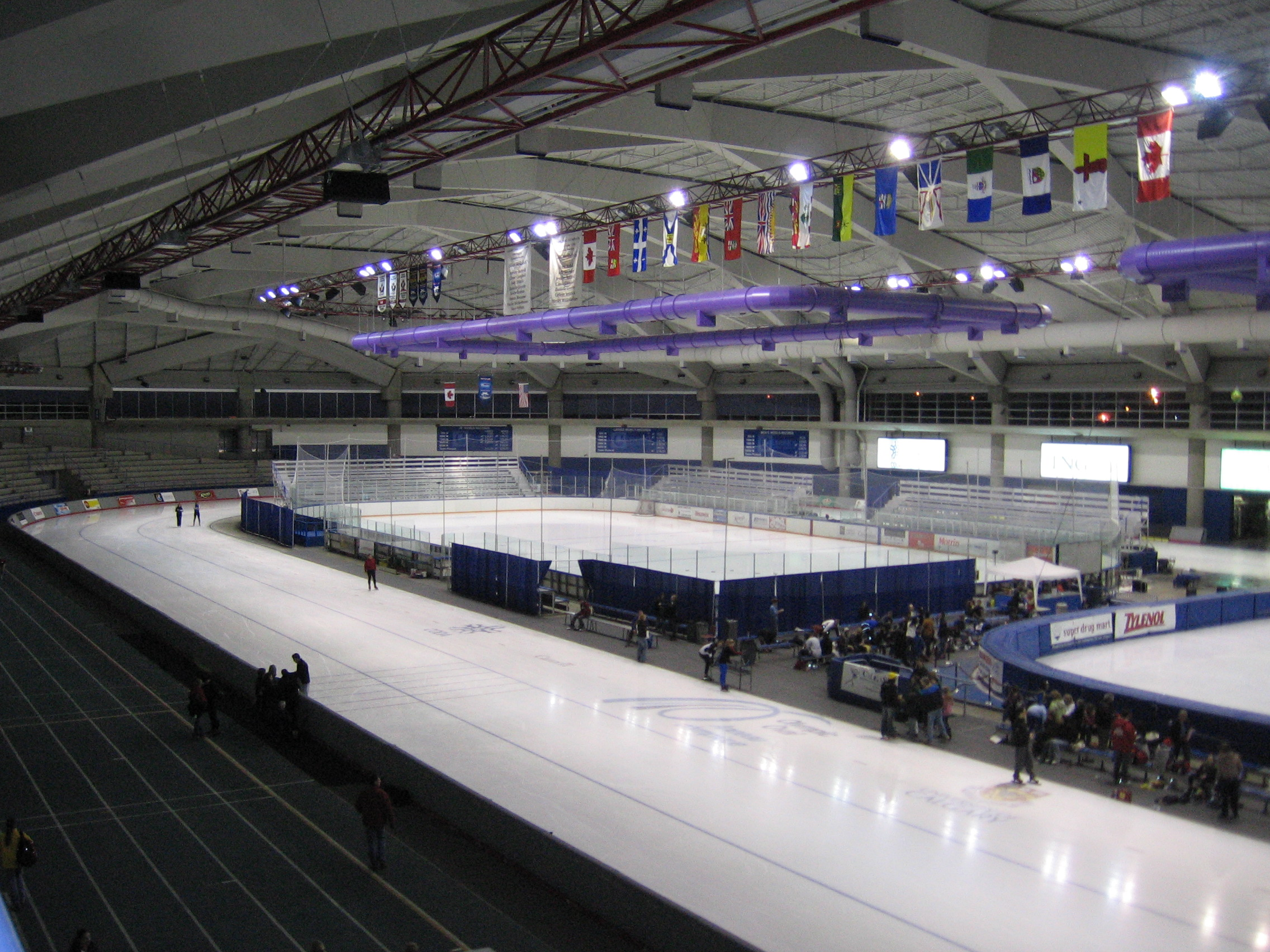
Olympic Oval im Dezember 2006

### Medaillenspiegel
| Platz | Land               | Gold | Silber | Bronze | Gesamt |
| ----- | ------------------ | ---- | ------ | ------ | ------ |
| 1     | DDR                | 3    | 6      | 4      | 13     |
| 2     | Niederlande        | 3    | 2      | 2      | 7      |
| 3     | Schweden           | 2    | –      | –      | 2      |
| 4     | Vereinigte Staaten | 1    | 1      | 1      | 3      |
| 5     | Sowjetunion        | 1    | –      | 1      | 2      |
| 6     | Österreich         | –    | 1      | 1      | 2      |
| 7     | Japan              | –    | –      | 1      | 1      |

### Medaillengewinner
| Konkurrenz | Gold             | Silber             | Bronze             |
| ---------- | ---------------- | ------------------ | ------------------ |
| 500 m      | Uwe-Jens Mey     | Jan Ykema          | Akira Kuroiwa      |
| 1000 m     | Nikolai Guljajew | Uwe-Jens Mey       | Ihar Schaljasouski |
| 1500 m     | André Hoffmann   | Eric Flaim         | Michael Hadschieff |
| 5000 m     | Tomas Gustafson  | Leo Visser         | Gerard Kemkers     |
| 10.000 m   | Tomas Gustafson  | Michael Hadschieff | Leo Visser         |

| Konkurrenz | Gold                 | Silber               | Bronze           |
| ---------- | -------------------- | -------------------- | ---------------- |
| 500 m      | Bonnie Blair         | Christa Rothenburger | Karin Kania-Enke |
| 1000 m     | Christa Rothenburger | Karin Kania-Enke     | Bonnie Blair     |
| 1500 m     | Yvonne van Gennip    | Karin Kania-Enke     | Andrea Ehrig     |
| 3000 m     | Yvonne van Gennip    | Andrea Ehrig         | Gabi Zange       |
| 5000 m     | Yvonne van Gennip    | Andrea Ehrig         | Gabi Zange       |

## Ergebnisse Männer

### 500 m
| Platz | Land | Sportler             | Zeit (s)   |
| ----- | ---- | -------------------- | ---------- |
| 1     | GDR  | Uwe-Jens Mey         | 36,45 (WR) |
| 2     | NED  | Jan Ykema            | 36,76      |
| 3     | JPN  | Akira Kuroiwa        | 36,77      |
| 4     | URS  | Sergej Fokitschew    | 36,82      |
| 5     | KOR  | Bae Gi-tae           | 36,90      |
| 6     | URS  | Ihar Schaljasouski   | 36,94      |
| 7     | CAN  | Guy Thibault         | 36,96      |
| 8     | USA  | Nick Thometz         | 37,16      |
| 9     | JPN  | Yasumitsu Kanehama   | 37,25      |
| 10    | NOR  | Frode Rønning        | 37,31      |
|       |      |                      |            |
| 20    | FRG  | Hans-Peter Oberhuber | 37,73      |
| 21    | GDR  | André Hoffmann       | 37,75      |
| 26    | AUT  | Michael Hadschieff   | 37,90      |
| 27    | FRG  | Uwe Streb            | 38,03      |
| 28    | GDR  | Peter Adeberg        | 38,11      |
| 34    | AUT  | Christian Eminger    | 39,70      |

Datum: 14. Februar 1988, 17:00 Uhr

37 Teilnehmer aus 15 Ländern, davon 36 in der Wertung.
Die Läufer, die beim Start die Innenbahn zugelost erhalten hatten, waren gegenüber den Konkurrenten klar bevorzugt: Bei Geschwindigkeiten um die 55 km/h verloren jene, welche die letzte Kurve auf der Innenbahn absolvieren mussten, die Balance und stürzten (oder mussten auf die Außenbahn ausweichen, was jedoch nur erlaubt war, wenn er dort einen Gegner nicht behinderte).

### 1000 m
| Platz | Land | Sportler             | Zeit (min)   |
| ----- | ---- | -------------------- | ------------ |
| 1     | URS  | Nikolai Guljajew     | 1:13,03 (OR) |
| 2     | GDR  | Uwe-Jens Mey         | 1:13,11      |
| 3     | URS  | Ihar Schaljasouski   | 1:13,19      |
| 4     | USA  | Eric Flaim           | 1:13,53      |
| 5     | CAN  | Gaétan Boucher       | 1:13,77      |
| 6     | AUT  | Michael Hadschieff   | 1:13,84      |
| 7     | CAN  | Guy Thibault         | 1:14,16      |
| 8     | GDR  | Peter Adeberg        | 1:14,19      |
| 9     | KOR  | Bae Gi-tae           | 1:14,36      |
| 9     | JPN  | Yasumitsu Kanehama   | 1:14,36      |
|       |      |                      |              |
| 15    | GDR  | André Hoffmann       | 1:14,62      |
| 32    | FRG  | Hans-Peter Oberhuber | 1:16,62      |

Datum: 18. Februar 1988, 18:00 Uhr

40 Teilnehmer aus 16 Ländern, davon 36 in der Wertung.

### 1500 m
| Platz | Land | Sportler           | Zeit (min)   |
| ----- | ---- | ------------------ | ------------ |
| 1     | GDR  | André Hoffmann     | 1:52,05 (WR) |
| 2     | USA  | Eric Flaim         | 1:52,12      |
| 3     | AUT  | Michael Hadschieff | 1:52,31      |
| 4     | URS  | Ihar Schaljasouski | 1:52,63      |
| 5     | JPN  | Tōru Aoyanagi      | 1:52,85      |
| 6     | URS  | Alexander Klimow   | 1:52,97      |
| 7     | URS  | Nikolai Guljajew   | 1:53,04      |
| 8     | GDR  | Peter Adeberg      | 1:53,57      |
| 9     | CAN  | Gaétan Boucher     | 1:54,18      |
| 10    | CAN  | Jean Pichette      | 1:54,63      |
|       |      |                    |              |
| 30    | FRG  | Hansjörg Baltes    | 1:57,08      |

Datum: 20. Februar 1988, 17:00 Uhr

40 Teilnehmer aus 20 Ländern, davon 39 in der Wertung.
Nur zehn Minuten hielt die Rekordzeit von Eric Flaim. Der olympische Rekord von Eric Heiden (1:55,44 min in Lake Placid 1980) wurde regelrecht pulverisiert. Auf Eis war Österreich seit 1972 (Gold von Beatrix Schuba im Eiskunstlauf) ohne Olympiamedaille geblieben, und es war die erste olympische Eisschnelllauf-Medaille für die Alpenrepublik seit 52 Jahren (Bronze 1936 durch Max Stiepl über 10.000 m). Hadschieff verbesserte seinen eigenen österreichischen Rekord um 2,3 Sekunden.

### 5000 m
| Platz | Land | Sportler           | Zeit (min)   |
| ----- | ---- | ------------------ | ------------ |
| 1     | SWE  | Tomas Gustafson    | 6:44,63 (OR) |
| 2     | NED  | Leo Visser         | 6:44,98      |
| 3     | NED  | Gerard Kemkers     | 6:45,92      |
| 4     | USA  | Eric Flaim         | 6:47,09      |
| 5     | AUT  | Michael Hadschieff | 6:48,72      |
| 6     | USA  | Dave Silk          | 6:49,95      |
| 7     | NOR  | Geir Karlstad      | 6:50,88      |
| 8     | GDR  | Roland Freier      | 6:51,42      |
| 9     | USA  | Mark Greenwald     | 6:51,98      |
| 10    | AUS  | Danny Kah          | 6:52,14      |
|       |      |                    |              |
| 20    | AUT  | Christian Eminger  | 6:57,22      |
| 24    | FRG  | Hansjörg Baltes    | 6:59,45      |

Datum: 17. Februar 1988, 11:00 Uhr

38 Teilnehmer aus 18 Ländern, alle in der Wertung.

### 10.000 m
| Platz | Land | Sportler           | Zeit (min)    |
| ----- | ---- | ------------------ | ------------- |
| 1     | SWE  | Tomas Gustafson    | 13:48,20 (WR) |
| 2     | AUT  | Michael Hadschieff | 13:56,11      |
| 3     | NED  | Leo Visser         | 14:00,55      |
| 4     | USA  | Eric Flaim         | 14:05,57      |
| 5     | NED  | Gerard Kemkers     | 14:08,34      |
| 6     | URS  | Juri Kljujew       | 14:09,68      |
| 7     | ITA  | Roberto Sighel     | 14:13,60      |
| 8     | GDR  | Roland Freier      | 14:19,16      |
| 9     | URS  | Sergei Beresin     | 14:20,48      |
| 10    | CAN  | Ben Lamarche       | 14:21,39      |
|       |      |                    |               |
| 19    | AUT  | Christian Eminger  | 14:30,21      |
| 27    | FRG  | Hansjörg Baltes    | 14:45,41      |

Datum: 21. Februar 1988, 12:00 Uhr

32 Läufer aus 19 Ländern, davon 30 in der Wertung.
Gustafson unterbot den bisherigen Weltrekord um 0,31 s.

## Ergebnisse Frauen

### 500 m
| Platz | Land | Sportlerin             | Zeit (s)   |
| ----- | ---- | ---------------------- | ---------- |
| 1     | USA  | Bonnie Blair           | 39,10 (WR) |
| 2     | GDR  | Christa Rothenburger   | 39,12      |
| 3     | GDR  | Karin Kania-Enke       | 39,24      |
| 4     | GDR  | Angela Stahnke         | 39,68      |
| 5     | JPN  | Seiko Hashimoto        | 39,74      |
| 6     | CAN  | Shelley Rhead          | 40,36      |
| 7     | FRG  | Monika Holzner-Gawenus | 40,53      |
| 8     | JPN  | Shōko Fusano           | 40,61      |
| 9     | URS  | Natalja Glebowa        | 40,66      |
| 10    | GDR  | Andrea Ehrig           | 40,71      |
|       |      |                        |            |
| 19    | AUT  | Emese Nemeth-Hunyady   | 41,38      |

Datum: 22. Februar 1988, 18:00 Uhr

30 Teilnehmerinnen aus 15 Ländern, alle in der Wertung.
Die hoch favorisierte Rothenburger verbesserte ihren Weltrekord von 39,39 s auf 39,12 s. Auch Kania-Enke blieb unter der alten Bestmarke.

### 1000 m
| Platz | Land | Sportlerin           | Zeit (min)   |
| ----- | ---- | -------------------- | ------------ |
| 1     | GDR  | Christa Rothenburger | 1:17,65 (WR) |
| 2     | GDR  | Karin Kania-Enke     | 1:17,70      |
| 3     | USA  | Bonnie Blair         | 1:18,31      |
| 4     | GDR  | Andrea Ehrig         | 1:19,32      |
| 5     | JPN  | Seiko Hashimoto      | 1:19,75      |
| 6     | GDR  | Angela Stahnke       | 1:20,05      |
| 7     | USA  | Leslie Bader         | 1:21,09      |
| 8     | USA  | Katie Class          | 1:21,10      |
| 9     | CAN  | Natalie Grenier      | 1:21,15      |
| 10    | POL  | Erwina Ryś-Ferens    | 1:21,44      |
|       |      |                      |              |
| 16    | AUT  | Emese Nemeth-Hunyady | 1:22,22      |

Datum: 26. Februar 1988, 18:00 Uhr

27 Teilnehmerinnen aus 12 Ländern, davon 26 in der Wertung.
Rothenburger setzte sich gegen Kania, die selbst unter ihrem Weltrekord (1:18,11 min) geblieben war, durch. Gleich elf Läuferinnen blieben unter Kanias altem olympischen Rekord aus dem Jahr 1984 (1:21,61 min), Rothenburger hätte mit ihrer Zeit min noch bei Olympia 1976 den Titel bei den Männern geholt.

### 1500 m
| Platz | Land | Sportlerin        | Zeit (min)   |
| ----- | ---- | ----------------- | ------------ |
| 1     | NED  | Yvonne van Gennip | 2:00,68 (OR) |
| 2     | GDR  | Karin Kania-Enke  | 2:00,82      |
| 3     | GDR  | Andrea Ehrig      | 2:01,49      |
| 4     | USA  | Bonnie Blair      | 2:04,02      |
| 5     | URS  | Jelena Lapuga     | 2:04,24      |
| 6     | JPN  | Seiko Hashimoto   | 2:04,38      |
| 7     | GDR  | Gunda Kleemann    | 2:04,68      |
| 7     | POL  | Erwina Ryś-Ferens | 2:04,68      |
| 9     | PRK  | Song Hwa-son      | 2:05,25      |
| 10    | USA  | Leslie Bader      | 2:05,53      |
|       |      |                   |              |
| 16    | FRG  | Anja Mischke      | 2:08,52      |

Datum: 27. Februar 1988, 17:00 Uhr

28 Teilnehmerinnen aus 13 Ländern, alle in der Wertung. Wegen Fiebers nicht am Start: Emese Nemeth-Hunyady (AUT).
Kania-Enke lag nach 200 Metern zeitlich über eine halbe Sekunde vor van Gennip und Ehrig. Sie war als bislang einzige Frau über diese Distanz unter zwei Minuten geblieben (1:59,30 min), doch diesmal vermochte sie ihr Tempo nicht durchzustehen. Van Gennip startete kurz darauf und lief olympischen Rekord. Sie verbesserte ihren eigenen Landesrekord um 3,84 s.

### 3000 m
| Platz | Land | Sportlerin           | Zeit (min)   |
| ----- | ---- | -------------------- | ------------ |
| 1     | NED  | Yvonne van Gennip    | 4:11,94 (WR) |
| 2     | GDR  | Andrea Ehrig         | 4:12,09      |
| 3     | GDR  | Gabi Zange           | 4:16,92      |
| 4     | GDR  | Karin Kania-Enke     | 4:18,80      |
| 5     | POL  | Erwina Ryś-Ferens    | 4:22,59      |
| 6     | URS  | Swetlana Boiko       | 4:22,90      |
| 7     | JPN  | Seiko Hashimoto      | 4:23,29      |
| 8     | URS  | Jelena Lapuga        | 4:23,29      |
| 9     | URS  | Jelena Tumanowa      | 4:24,07      |
| 10    | SWE  | Jasmin Krohn         | 4:25,06      |
|       |      |                      |              |
| 12    | FRG  | Anja Mischke         | 4:26,30      |
| 14    | AUT  | Emese Nemeth-Hunyady | 4:27,56      |

Datum: 23. Februar 1988, 18:00 Uhr

29 Teilnehmerinnen aus 16 Ländern, davon 28 in der Wertung.
Mary Docter (USA) lief mit 4:29,93 min neuen Landesrekord. Emese Hunyady verbesserte ihren eigenen Landesrekord um fast zwölf Sekunden.

### 5000 m
| Platz | Land | Sportlerin        | Zeit (min)   |
| ----- | ---- | ----------------- | ------------ |
| 1     | NED  | Yvonne van Gennip | 7:14,13 (WR) |
| 2     | GDR  | Andrea Ehrig      | 7:17,12      |
| 3     | GDR  | Gabi Zange        | 7:21,61      |
| 4     | URS  | Swetlana Boiko    | 7:28,39      |
| 5     | URS  | Jelena Lapuga     | 7:28,65      |
| 6     | JPN  | Seiko Hashimoto   | 7:34,43      |
| 7     | GDR  | Gunda Kleemann    | 7:34,59      |
| 8     | SWE  | Jasmin Krohn      | 7:36,56      |
| 9     | PRK  | Han Chun-ok       | 7:36,81      |
| 10    | USA  | Jane Goldman      | 7:36,98      |

Datum: 28. Februar 1988, 15:00 Uhr

25 Teilnehmerinnen aus 14 Ländern, alle in der Wertung. Wegen Fiebers nicht am Start: Emese Nemeth-Hunyady (AUT).